# Ouville-l’Abbaye
Ouville-l’Abbaye ist eine französische Gemeinde mit 654 Einwohnern (Stand: 1. Januar 2022) im Département Seine-Maritime in der Region Normandie. Die Gemeinde gehört zum Arrondissement Rouen und zum Kanton Yvetot. Die Bewohner werden Ourvillais und Ourvillaises genannt.

## Geografie
Ouville-l’Abbaye liegt im Zentrum des Départements, etwa 32 Kilometer nordnordwestlich von Rouen. Nachbargemeinden von Ouville-l’Abbaye sind Berville-en-Caux im Norden und Nordwesten, Lindebeuf im Norden und Nordosten, Vibeuf im Osten, Yerville im Süden und Südosten, Criquetot-sur-Ouville im Süden und Südwesten sowie Amfreville-les-Champs im Westen.

## Bevölkerungsentwicklung
| Jahr                       | 1962 | 1968 | 1975 | 1982 | 1990 | 1999 | 2006 | 2013 | 2020 |
| Einwohner                  | 338  | 285  | 405  | 483  | 602  | 553  | 600  | 642  | 659  |
| Quellen: Cassini und INSEE |      |      |      |      |      |      |      |      |      |

## Sehenswürdigkeiten
- Vom 1187 zerstörten Vorgängerbau der Pfarrkirche Saint-Martin ist nichts übrig geblieben. Der Glockenturm stammt aus den Jahren 1645–1655, das Kirchenschiff und das Querschiff aus dem 18. Jahrhundert, der Chor und die beiden quadratischen Backsteinkapellen wurden 1836–1837 erbaut.
- Das Schloss Ouville wurde im 17. Jahrhundert im Stil Louis XIII errichtet. Es ist in Teilen seit 1991 als Monument historique eingeschrieben.
- Reste des ehemaligen Priorats des Augustinerordens, später der Feuillanten. Das um 1200 gegründete Priorat profitierte sofort von den Vorteilen des Königs Philipp II., Holz, Land und zwei Jahrmärkte. Nach seinem fast völligen Verfall am Ende des 16. Jahrhunderts erlebte das Priorat 1603 einen zweiten Aufschwung durch die Feuillanten, die dort Reparaturen durchführten. Vom Priorat ist nur das Wohngebäude, das nach einem Brand 1739 neu gebaut wurde, und einige Fragmente der Umfassungsmauer erhalten geblieben. Die ehemalige Herberge „La Botte“ befindet sich gegenüber dem Priorat an einem früheren Hauptverkehrsweg. Sie wurde vermutlich im 17. Jahrhundert errichtet und gehörte den Ordensgeistlichen. Dort fanden die beiden Jahrmärkte an Sankt Matthias und Sankt Michael statt.
- Das Herrenhaus im Weiler Mont de Bourg ist in seinem jetzigen Zustand eine Umgestaltung aus dem 16. Jahrhundert eines viel älteren befestigten Gebäudes, vermutlich aus dem 12. Jahrhundert, wie die Reste von Mauern und Türmen aus Silex belegen.

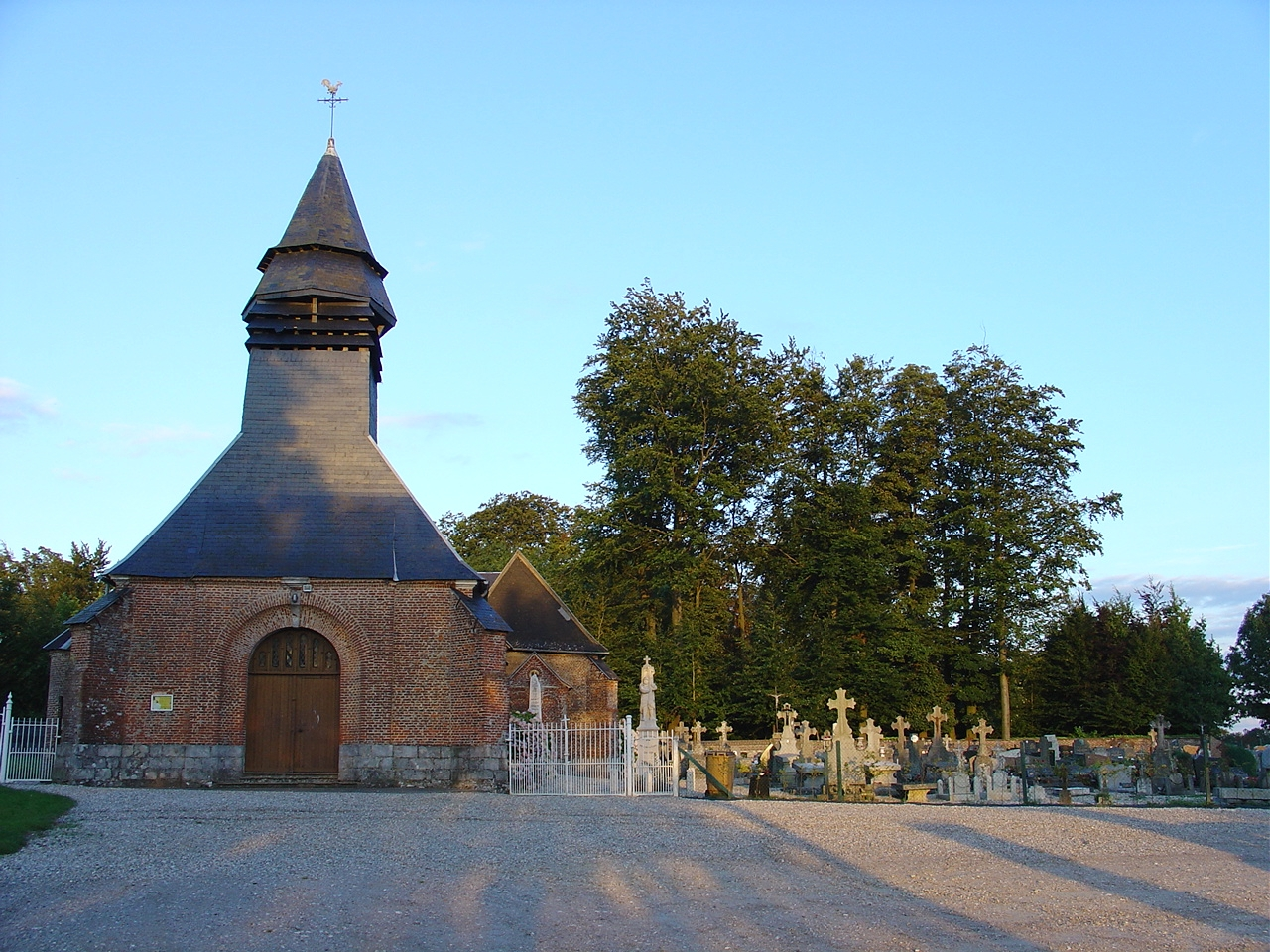
Kirche Saint-Martin
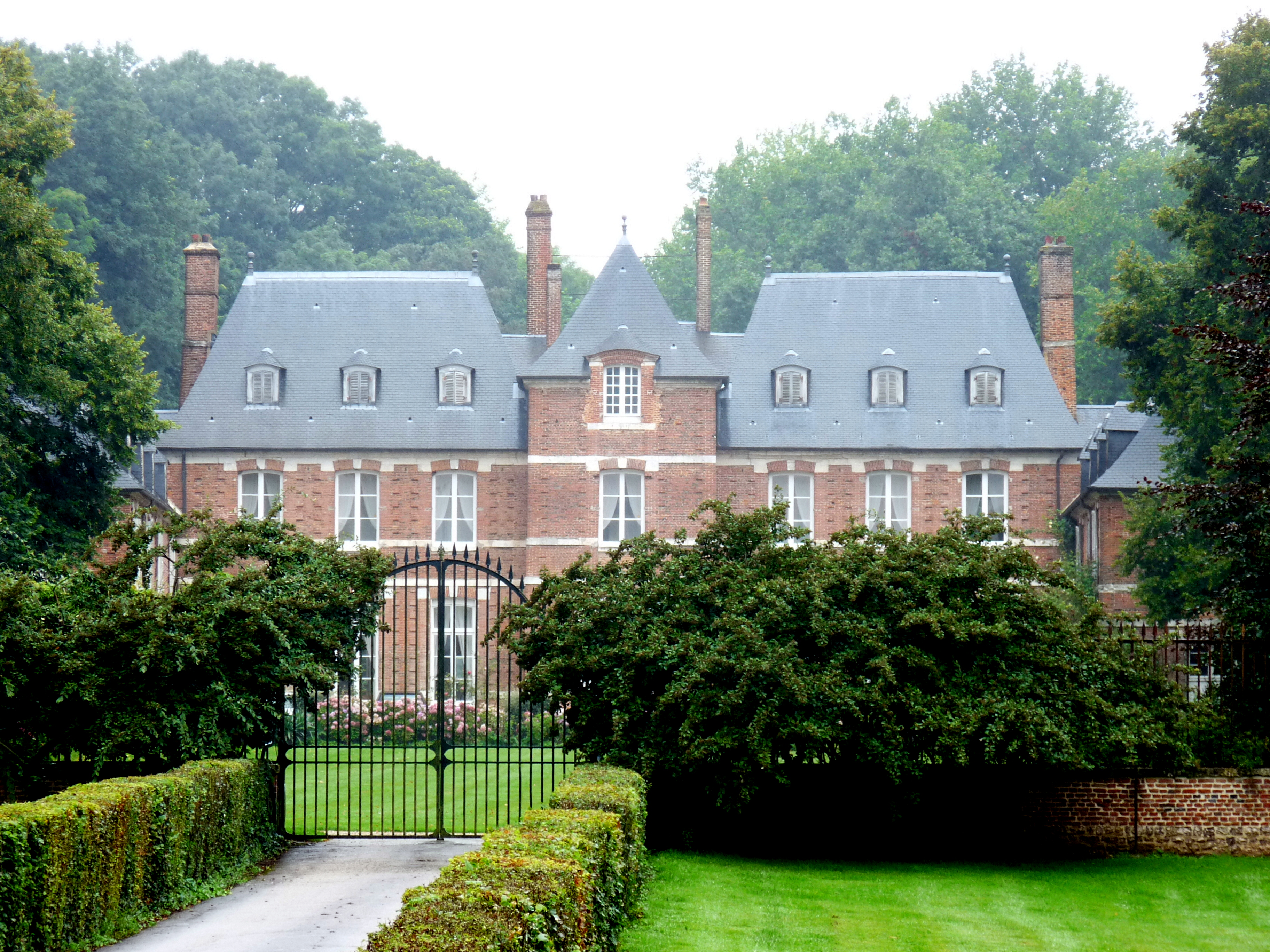
Schloss Ouville